# Òscar Andreu i Fernández
Òscar Andreu i Fernández   (Terrassa, 7 d'abril de 1975) és un comunicador, humorista, escriptor i cantant català. És codirector i guionista dels programes La competència a RAC1 i de La nit dels Òscars a TV3, juntament amb Òscar Dalmau, amb qui forma una parella creativa d'ençà que es van conèixer estudiant Comunicació Audiovisual a la Universitat Pompeu Fabra. També és cantant del grup La Banda Municipal del Polo Norte.

## Biografia
Fill de pare treballador de la indústria tèxtil nascut a un poble de la Sierra Morena i de mare treballadora per compte propi que es dedicava a fer tasques de la llar i criar els tres germans nascuda a Fraga, Òscar Andreu va néixer a Terrassa i va estudiar a l'institut de la Mancomunitat de Sabadell i Terrassa. Va cursar Comunicació Audiovisual a la Universitat Pompeu Fabra, juntament amb Òscar Dalmau, amb qui des de llavors va formar una mediàtica parella humorística. Ha sigut guionista dels programes Polònia, Crackòvia i Vinagre de TV3, així com col·laborador del programa radiofònic Minoria absoluta a RAC1, tots, a excepció de Vinagre, de la productora Minoria Absoluta.
Des del setembre de 2009 fins a l'actualitat ha estat codirector i guionista de La competència, un programa d'humor que s'emet als migdies a RAC1. Al programa posa veu als personatges ficticis de Jean-Paul Desgrava, Mohamed Jordi, Duque de Fire, L'Avi sense nom, en Martinet de Cal Pobre, Richard Serra, i el Primo, entre d'altres, i també fa les imitacions satíriques de personatges coneguts com a Justo Molinero i David Bisbal. És guionista del programa juntament amb Òscar Dalmau, Natza Farré, Oriol de Balanzó i Tomàs Fuentes.
A televisió va presentar i dirigir el programa La competència en color a 8tv, emès per primer cop el 30 de setembre de 2011. El diumenge 16 d'octubre de 2011 va estrenar a TV3 una sèrie d'animació anomenada Jokebox, codirigida amb Òscar Dalmau. Va ser col·laborador de l'informatiu satíric de TV3 Està Passant, des que es va estrenar el setembre de 2017 fins a l'octubre de 2018, retornant-hi a partir del setembre de 2020.
El 4 de març de 2013 publicà el seu primer llibre, 17 maneres de matar un home amb un tovalló. El 2017 publicà el seu segon llibre, Com es bull una granota i altres relats. A finals de 2018 Òscar Andreu i Òscar Dalmau van fer el salt a la televisió per primera vegada com a tàndem còmic, i presentaren junts el seu xou nocturn, La nit dels Òscars, a TV3. El programa es cancel·là l'abril de 2019.